# Цюрихские протоколы
Цюрихские протоколы — двусторонние соглашения, подписанные 10 октября 2009 года Арменией и Турцией, которые предусматривают начало процесса нормализации отношений между двумя странами. Соглашение, которое позже оказалось безрезультативным, было заключено при посредничестве США, России и Франции.
10 октября 2009 года министры иностранных дел обеих стран Ахмет Давутоглу и Эдвард Налбандян подписали в Цюрихе два протокола на церемонии, на которых также присутствовали госсекретарь США Хиллари Клинтон, Верховный представитель ЕС по общей внешней политике и политике безопасности Хавьер Солана, министр иностранных дел Франции Бернар Кушнер и министр иностранных дел России Сергей Лавров.
Для вступления в силу данный протокол должен быть ратифицирован парламентами обеих стран. Пытаясь развести вопросы, протоколы не упоминали армяно-азербайджанский конфликт, а также в них не указан крайний срок ратификации.
12 января 2010 года Конституционный суд Армении признал армяно-турецкие протоколы соответствующими конституции страны, что стало поводом для турецкого правительства поводом отказаться от данных соглашений.
В феврале 2015 года армянская сторона отозвала протоколы парламента, сославшись на отсутствие политической воли у турецкой стороны. Затем, в декабре 2017 года, сославшись на отсутствие шагов со стороны Турции, армянская сторона пообещала объявить их недействительными, и 1 марта 2018 года президент Армении Серж Саргсян подписал указ об их денонсации.
Несмотря на горечь, вызванную затягиванием процесса нормализации, некоторые авторы считают, что Цюрихские протоколы могут по-прежнему стать путём к нормализации армяно-турецких отношений.

## Предыстория

### Объявление предварительной дорожной карты
22 апреля 2009 года было объявлено, что дипломатические переговоры на высоком уровне, ведущиеся в Швейцарии с 2007 года, достигли ощутимого прогресса и взаимопонимания» и что "определена дорожная карта для нормализации дипломатических отношений между двумя странами, хотя официальный текст ещё не подписан. В официальном заявлении на следующий день премьер-министр Турции Реджеп Таиип Эрдоган подтвердил, что когда все станет конкретным, будет подписано соглашение. Такого текста пока нет; есть предварительная договоренность. Это означает, что у нас есть непрерывный процесс. Вот что мы подразумеваем под расписанием ".

### Реакция на предварительную дорожную карту
Партия «Дашнакцутюн» отреагировала на это заявление на закрытом заседании 26 апреля 2009 года решением отозвать своих 16 депутатов, занимавших три министерства в правительстве Армении, из коалиционного правительства. Хотя президент Армении Серж Сергсян заявил, что не было достигнуто никаких уступок и что подробности будут обнародованы, руководитель бюро партии Дашнакцутюн по политическим вопросам Киро Маноян заявил, что партия считает себя обманутой, поскольку не была заранее проинформирована о соглашении и что отказ от территориальных претензий Армении, которые, как сообщается, являются частью соглашения, были бы неприемлемо радикальным изменением во внешней политике страны.
После 7 мая Минская группа ОБСЕ при посредничестве мирного саммита между президентом Армении Саргсяном и президентом Азербайджана Ильхамом Алиевым в резиденции американского посла в Праге, в кулуарах конференции Восточного партнёрства, в результате которого не было серьёзных прогресса. Президент Турции Гюль отдельно встретился с двумя лидерами, чтобы предложить четырёхсторонние переговоры по конфликту с участием России во время их следующей встречи на Петербургском международном экономическом форуме
Вице-спикер парламента Армении Самвел Никоян поприветствовал группу прибывших турецких журналистов, заявив: "Приятно, что вы здесь, чтобы наладить связи между журналистами двух стран. Есть связи между народами. И я бы хотел, чтобы между двумя парламентами были связи « Однако журналистам, которые участвовали в проекте диалога между журналистами Турции и Армении Международного фонда Гранта Динка, впоследствии было отказано в визах для посещения спорного карабахского региона, что, по мнению председателя Общественного совета по иностранным делам и безопасности Карабаха Масиса Маиляна, было политически мотивированным ответом на заявление премьер-министра Турции Реджепа Таиппа Эрдогана в Баку.

## Приостановление процесса ратификации
Турецкая сторона перестала поддерживать Протоколы после решения Конституционного суда Армении по протоколам, которое Турция расценила как добавление к ним предварительных условий и ограничительных положений». 12 января 2010 года Армения после подписания протоколов направила протоколы в Конституционный суд для подтверждения их конституционности. Установив, что протоколы соответствуют Конституции Армении, Конституционный суд сослался на преамбулу протоколов, затронувших три основных вопроса. Во-первых, Армения продолжает добиваться всемирного признания геноцида армян в 1915 году, во-вторых, он отверг любую связь между новым соглашением с Турцией и армяно-азербайджанским конфликтом. В-третьих, что наиболее важно, он заявил, что выполнение протоколов не означает официального признания Арменией существующей турецко-армянской границы, установленной Карсским договором. Поступив таким образом, Конституционный суд отклонил одно из основных положений протоколов, а именно взаимное признание существующей границы между двумя странами, как это определено соответствующими договорами международного права.
Министр иностранных дел Турции Ахмет Давутоглу выразил недовольство и заявил, что Конституционный суд Армении фактически пересмотрел протоколы и создал новую правовую ситуацию.